# Ronde van Spanje 1990
| Eindklassement      |                      |             |
| Algemeen klassement | Marco Giovannetti    | 94h 36' 40" |
| Tweede              | Pedro Delgado        | + 1' 28"    |
| Derde               | Anselmo Fuerte       | + 1' 48"    |
| Vierde              | Pello Ruiz Cabestany | + 2' 16"    |
| Vijfde              | Fabio Parra          | + 3' 07"    |
| Zesde               | Federico Echave      | + 3' 52"    |
| Zevende             | Miguel Indurain      | + 6' 22"    |
| Achtste             | Ivan Ivanov          | + 6' 48"    |
| Negende             | Uwe Ampler           | + 7' 15"    |
| Tiende              | Denis Roux           | + 7' 56"    |
| Puntenklassement    | Uwe Raab             | 173 punten  |
| Tweede              | Laurent Jalabert     | 96 punten   |
| Derde               | Malcolm Elliott      | 91 punten   |
| Bergklassement      | Martín Farfán        | 123 punten  |
| Tweede              | Álvaro Mejía         | 85 punten   |
| Derde               | Pablo Wilches        | 63 punten   |

De 45e editie van de Ronde van Spanje werd verreden in 1990, begon op 24 april en duurde tot 15 mei. Deze ronde bestond uit 22 etappes.
De Italiaan Marco Giovannetti van de Seur-ploeg werd de eindwinnaar van deze editie. Hij veroverde de leiderstrui in de 11e etappe om deze daarna niet meer af te staan. Tweede werd Pedro Delgado van de Banesto-ploeg. Het puntenklassement werd gewonnen door de Duitser Uwe Raab vóór de Fransman Laurent Jalabert. Het bergklassement werd gewonnen door de Colombiaan Martin Farfán. Opmerkelijk is dat de Italiaanse eindoverwinnaar Marco Giovannetti deze Vuelta wist te winnen zonder één etappeoverwinning. Ook opvallend is dat de eerste drie plaatsen in het bergklassement werden bezet door Colombianen.
De Spaanse ploeg ONCE werd winnaar van het ploegenklassement.
- Aantal ritten: 22 (etappe 2 bestond uit twee delen)
- Totale afstand: 3711,0 km
- Gemiddelde snelheid: 39,224 km/h

## Belgische en Nederlandse prestaties

### Belgische etappezeges
- Benny Van Brabant won de zevende etappe in Sevilla.
- Nico Emonds won de 13e etappe in Santander.

### Nederlandse etappezeges
- Erwin Nijboer zorgde voor enige Nederlandse etappeoverwinning, de 4e etappe in Almería.

## Etappe-overzicht
| Etappe | Datum    | Van - naar                            | Km                | Etappewinnaar         | Klassementsleider    |
| ------ | -------- | ------------------------------------- | ----------------- | --------------------- | -------------------- |
| 1      | 24 april | Benicassim                            | 11,5 Ind. tijdrit | Pello Ruiz Cabestany  | Pello Ruiz Cabestany |
| 2a     | 25 april | Oropesa del Mar-Castellón             | 108               | Emilio Cuadrado       | Viktor Klimov        |
| 2b     | 25 april | Benicassim-Burriana                   | 36,3 Pl. tijdrit  | Lotus                 | Viktor Klimov        |
| 3      | 26 april | Denia-Murcia                          | 204,3             | Silvio Martinello     | Viktor Klimov        |
| 4      | 27 april | Murcia-Almería                        | 233,2             | Erwin Nijboer         | Viktor Klimov        |
| 5      | 28 april | Almería-Sierra Nevada                 | 198               | Patrice Esnault       | Viktor Klimov        |
| 6      | 29 april | Loja-Ubrique                          | 195,2             | Jesper Worre          | Julián Gorospe       |
| 7      | 30 april | Jerez – Sevilla                       | 187,3             | Benny Van Brabant     | Julián Gorospe       |
| 8      | 1 mei    | Sevilla-Mérida                        | 199,6             | Atle Pedersen         | Julián Gorospe       |
| 9      | 2 mei    | Cáceres-Guijuelo                      | 192,7             | Néstor Mora           | Julián Gorospe       |
| 10     | 3 mei    | Peñaranda de Bracamonte-León          | 229               | Uwe Raab              | Julián Gorospe       |
| 11     | 4 mei    | León-San Isidro                       | 203               | Carlos Hernández      | Marco Giovannetti    |
| 12     | 5 mei    | San Isidro-Naranco                    | 156               | Alberto Camargo       | Marco Giovannetti    |
| 13     | 6 mei    | Oviedo-Santander                      | 193,3             | Nico Emonds           | Marco Giovannetti    |
| 14     | 7 mei    | Santander-Nájera                      | 207               | Bernd Grone           | Marco Giovannetti    |
| 15     | 8 mei    | Ezcaray-Valdezcaray                   | 24 Ind. tijdrit   | Jean-François Bernard | Marco Giovannetti    |
| 16     | 9 mei    | Logroño-Pamplona                      | 165               | Uwe Raab              | Marco Giovannetti    |
| 17     | 10 mei   | Pamplona-Jaca                         | 151               | Federico Echave       | Marco Giovannetti    |
| 18     | 11 mei   | Jaca-Estación de Cerler               | 178               | Martín Farfán         | Marco Giovannetti    |
| 19     | 12 mei   | Benasque – Zaragoza                   | 223               | Asiate Saitov         | Marco Giovannetti    |
| 20     | 13 mei   | Zaragoza                              | 39 Ind. tijdrit   | Pello Ruiz Cabestany  | Marco Giovannetti    |
| 21     | 14 mei   | Collado Villalba-Palazuelos de Eresma | 188               | Denis Roux            | Marco Giovannetti    |
| 22     | 14 mei   | Segovia-Madrid                        | 176               | Uwe Raab              | Marco Giovannetti    |

 winnaars · rode trui · 
 puntenklassement · 
 bergklassement · 
 combinatieklassement · 
 jongerenklassement · 
 ploegenklassement · 
 strijdlust

 Belgische leiderstruidragers · etappewinnaars

 Nederlandse leiderstruidragers · etappewinnaars
1935 · 1936 · 1937 · 1938 · 1939 · 1940 · 1941 · 1942 · 1943 · 1944 · 1945 · 1946 · 1947 · 1948 · 1949 · 1950 · 1951 · 1952 · 1953 · 1954 · 1955 · 1956 · 1957 · 1958 · 1959 · 1960 · 1961 · 1962 · 1963 · 1964 · 1965 · 1966 · 1967 · 1968 · 1969 · 1970 · 1971 · 1972 · 1973 · 1974 · 1975 · 1976 · 1977 · 1978 · 1979 · 1980 · 1981 · 1982 · 1983 · 1984 · 1985 · 1986 · 1987 · 1988 · 1989 · 1990 · 1991 · 1992 · 1993 · 1994 · 1995 · 1996 · 1997 · 1998 · 1999 · 2000 · 2001 · 2002 · 2003 · 2004 · 2005 · 2006 · 2007 · 2008 · 2009 · 2010 · 2011 · 2012 · 2013 · 2014 · 2015 · 2016 · 2017 · 2018 · 2019 · 2020 · 2021 · 2022 · 2023 · 2024 · 2025